# Helmut Schober
 Helmut Schober  (* 1. Januar 1947 in Innsbruck, Österreich; † 14. September 2024 in Mailand) war ein österreichischer Maler und Performance-Künstler.

## Leben
Helmut Schober wurde in Österreich als erstes Kind des Jahres 1947 geboren. 1966 bis 1967 besuchte er im Atelier Carl Heinrich Walter Kühn (1895–1970), Sohn des Fotografen Heinrich Kühn, Innsbruck, Abendkurse für Aktzeichnen. Von 1968 bis 1972 studierte er Malerei und Grafik an der Hochschule für Angewandte Kunst Wien. Daneben unternahm er Studienreisen nach Italien. In den Jahren 1969 bis 1971 arbeitete er mit dem italienischen Fotografen Mario Giacomelli, einem Klassiker der Fotografie künstlerisch zusammen.
1971 hatte Schober seine ersten Ausstellungen in kleineren Galerien in Mailand, Venedig und Parma. 1972 schloss er sein Studium mit Auszeichnung ab. Im selben Jahr übersiedelte er nach Mailand, wo er bis zu seinem Tod lebte, und gründete dort sein eigenes Atelier. 2004 wurde ihm in Österreich der Professorentitel verliehen.
2022 wurde Helmut Schober mit dem Österreichischen Ehrenkreuz für Wissenschaft und Kunst geehrt. Er wurde auf dem Pradler Friedhof beigesetzt.

## Künstlerisches Schaffen

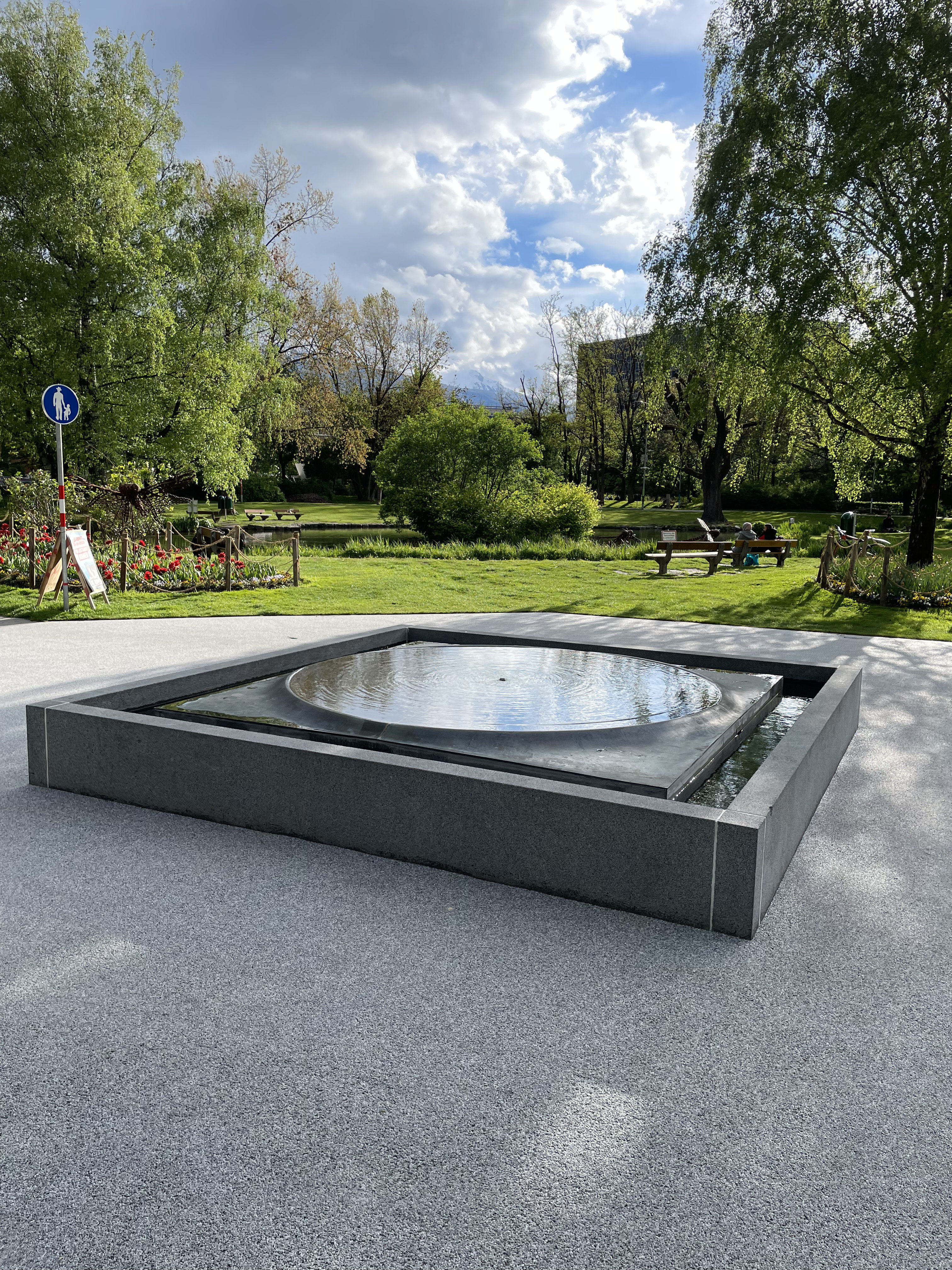
Der von Helmut Schober im Stadtpark Rapoldi in Innsbruck 1983 geschaffene Brunnen.

In den Jahren 1973 bis 1974 führte Helmut Schober seine ersten Performances auf, die er mit dem Einsatz von Videotapes und Filmen gestaltete. Im Jahr 1977 war er Teilnehmer der documenta 6 in Kassel und 1978 Teilnehmer der Biennale von Venedig. Ab 1979 wandte er sich der Malerei zu. Auch Zeichnungen und Skulpturen gehören zu seinem Repertoire.
In seiner Malerei entwickelte er eine spezielle Technik, mit der er die Leuchtkraft des Lichtes verbildlicht. Dabei trägt er in einer von ihm entwickelten Mischung fast ungebundene, reine Farbpigmente zusammen mit Graphit auf die Leinwand auf. Diese wird in vielen übereinander liegenden Schichten aufgebracht, die teilweise reliefartigen Charakter aufweisen. Das Licht strahlt aus der Zweidimensionalität hinaus oder provoziert einen Tiefensog im Bildgeschehen.
Die Hauptthemen seiner ungegenständlichen, aus der Vorstellung entstehenden Malerei sind Licht, Raum, Zeit.
1996 malte Helmut Schober zehn große, je ca. 3 m × 3 m, Bilder, den „Zarathustra-Zyklus“. Im Jahr 1997 entstehen sechs großformatige Gemälde unter dem Titel „Für W.A. Mozart I-VI“, 1998 entsteht eine Serie von 56 Zeichnungen, „W.A. Mozart – Ton-Linie“, Kohle auf Papier. Zwei weitere Serien großformatiger Bilder folgen 2004/05: „W.A. Mozart – Schwetzinger Zyklus“ und „W.A. Mozart – Luce assoluta“. 2008 entsteht die Serie „Feuer“, bestehend aus drei Bildern auf Leinwand je 150 cm × 150 cm.
Helmut Schobers Kunst hat einen internationalen Stellenwert und wird in wichtigen Museen in Deutschland, Italien, in den USA, England und Österreich gezeigt.
Schober war ein zweites Mal Teilnehmer der documenta 8 im Jahr 1987 und vertrat nach 1978 Deutschland und Italien im internationalen Pavillon ein weiteres Mal 1986 auf der Biennale von Venedig. Eine Ausstellung war „William Turner and Helmut Schober – Two Creators of Light“, die in Zusammenarbeit mit der Tate Gallery, London in Bury, Manchester im Jahre 2002 stattfand.

## Einzelausstellungen
(Auswahl):
- 1975: Musée cantonal des beaux-arts de Lausanne
- 1977: Palazzo dei Diamanti, Ferrara
- 1979: Museum of Contemporary Art, Chicago / Museum Ludwig, Köln
- 1981: Sprengel Museum, Hannover
- 1982: Rotonda di Via Besana, Mailand
- 1984: Museum des Zwanzigsten Jahrhunderts, Wien
- 1989: Josef Haubrich Kunsthalle, Köln
- 1990: Kunsthalle Innsbruck, Innsbruck
- 1993: Sprengel Museum, Hannover / Neuer Sächsischer Kunstverein e. V., Dresden / Tiroler Landesmuseum Ferdinandeum, Innsbruck / Künstlerhaus, Wien
- 1994: Fondazione Mudima, Mailand
- 1995: Von der Heydt Museum, Wuppertal / Heidelberger Kunstverein, Heidelberg
- 1998: Kunstmuseum, Bonn
- 1999: Galerie der Stadt Waiblingen, „Kameralamt“, Waiblingen / Orensanz Foundation, Center for the Arts, New York / PAC, Padiglione d'Arte Contemporanea, Mailand
- 1999–2000: Kunsthalle Mannheim, Mannheim
- 2002: Bury Art Gallery & Museum, Bury (Manchester)
- 2006: W. A. Mozart – Luce assoluta, Kunstsammlungen und Museen Augsburg – Neue Galerie im Höhmannhaus
- „W. A. Mozart – Schwetzinger Zyklus“, Kunstverein Schwetzingen e. V. (Orangerie im Schlossgarten: Gemälde; Palais Hirsch: Zeichnungen)
- 2006–2007: Für Wolfgang Amadeus Mozart, Tiroler Landesmuseum Ferdinandeum, Innsbruck
- 2007: Lumen, Vertretung der Europaregion Tirol – Südtirol/Alto Adige – Trentino / Rappresentanza della Regione Europea del Tirolo – Alto Adige/Südtirol Trentino, Bruxelles
- 2007: Tiroler Landesmuseum Ferdinandeum, Innsbruck
- 2008: Lumen, Stadtmuseum Innsbruck, Innsbruck
- 2009: „Zeit entgrenzt – Delimited Time – Tempo senza confini“, Kaiserliche Hofburg zu Innsbruck (The Emperial Court Palace in Innsbruck), Innsbruck
- 2011–2012: „Helmut Schober – Enigmatische Horizonte“, Fondazione Mudima – Mailand
- 2015: In concomitanza con / At the same time as / Zeitgleich zur EXPO: „Traccia di luce / Trail of Light / Lichtspur“, Fondazione Mudima – Mailand (9. April – 9. Mai)

(Auswahl):
- 1977: documenta 6 in Kassel
- 1978: Biennale von Venedig
- 1986: Biennale von Venedig
- 1987: documenta 8 in Kassel

## Auszeichnungen
- 2022: Österreichisches Ehrenkreuz für Wissenschaft und Kunst